# Brevet de technicien supérieur - Bioqualité
 (juillet 2023).
La mise en forme du texte ne suit pas les recommandations de Wikipédia : il faut le « wikifier ».
Les points d'amélioration suivants sont les cas les plus fréquents :
- Les titres sont pré-formatés par le logiciel. Ils ne sont ni en capitales, ni en gras.
- Le texte ne doit pas être écrit en capitales (les noms de famille non plus), ni en gras, ni en italique, ni en « petit »…
- Le gras n'est utilisé que pour surligner le titre de l'article dans l'introduction, une seule fois.
- L'italique est rarement utilisé : mots en langue étrangère, titres d'œuvres, noms de bateaux, etc.
- Les citations ne sont pas en italique mais en corps de texte normal. Elles sont entourées par des guillemets français : « et ».
- Les listes à puces sont à éviter, des paragraphes rédigés étant largement préférés. Les tableaux sont à réserver à la présentation de données structurées (résultats, etc.).
- Les appels de note de bas de page (petits chiffres en exposant, introduits par l'outil «  Source ») sont à placer entre la fin de phrase et le point final[comme ça].
- Les liens internes (vers d'autres articles de Wikipédia) sont à choisir avec parcimonie. Créez des liens vers des articles approfondissant le sujet. Les termes génériques sans rapport avec le sujet sont à éviter, ainsi que les répétitions de liens vers un même terme.
- Les liens externes sont à placer uniquement dans une section « Liens externes », à la fin de l'article. Ces liens sont à choisir avec parcimonie suivant les règles définies. Si un lien sert de source à l'article, son insertion dans le texte est à faire par les notes de bas de page.
- La présentation des références doit suivre les conventions bibliographiques. Il est recommandé d'utiliser les modèles {{Ouvrage}}, {{Chapitre}}, {{Article}}, {{Lien web}} et/ou {{Bibliographie}}. Le mode d'édition visuel peut mettre en forme automatiquement les références.
- Insérer une infobox (cadre d'informations à droite) n'est pas obligatoire pour parachever la mise en page.

Pour une aide détaillée, merci de consulter Aide:Wikification.
Si vous pensez que ces points ont été résolus, vous pouvez retirer ce bandeau et améliorer la mise en forme d'un autre article.
Le brevet de technicien supérieur Bioqualité est depuis 2020un diplôme de l'enseignement supérieur français ouvrant vers le domaine de la qualité et plus largement QHSE (qualité sécurité hygiène environnement). Il est dispensé dans 26 établissements en France (métropole et DROM/COM) en formation initiale (scolaire) ou en alternance par la voie de l'apprentissage. Il s'appelait BTS QIAB jusqu'en 2020, et QIABI à son origine[pas clair].

## Admission
L'admission en BTS Bioqualité se fait à la suite du baccalauréat, de préférence dans les filières générales avec spécialités SVT|Biologie écologie, Sciences physiques et/ou Mathématiques  et STL option Biotechnologies. Les autres candidatures, en particulier STL-PCL, ST2S sont également examinées. Certaines places sont réservées aux bacheliers issus de bacs professionnels (tels que Bio-Industries de Transformation renommé en PIPAC en 2023 et Laboratoire Contrôle Qualité LCQ). L'accès se fait sur dossier, pouvant inclure des entretiens.

### Parcoursup
Les attendus nationaux du BTS Bioqualité sont:

- S’intéresser aux activités expérimentales et à la qualité dans les secteurs des bio-industries (alimentaire, santé, cosmétique, environnement, etc.).
- Disposer de compétences dans les disciplines scientifiques et technologiques : biotechnologies, biologie, physique-chimie, mathématiques.
- Disposer de compétences relationnelles permettant de s’investir dans des projets collectifs.
- S’exprimer aisément à l’écrit comme à l’oral, dans la perspective d’animation d’équipes et de projets.

## Objectifs de la formation en Bioqualité

### Compétences construites lors de la formation
Le référentiel de formation définit un certain nombre de compétences que doit acquérir l'étudiant qui impliquent l'amélioration continue des procédés et des méthodes. Il met ses compétences en bioproduction et bioanalyse au service de l’entreprise afin d’assurer une production ou un service conforme en termes de qualité et de sécurité pour la santé du consommateur, du patient ou de l’utilisateur. S’appuyant sur les normes en vigueur, il est un spécialiste du management de la qualité.

### Débouchés
Les titulaires du BTS Bioqualité pourront occuper un emploi d’assistant dans un service QHSE (Qualité Sécurité Hygiène Environnement)  et participer au système qualité d’une moyenne ou grande entreprise comme les agro-industries, les industries pharmaceutiques, et cosmétiques, la grande distribution, les administrations (services vétérinaires, AFFSSAPS...), hôpitaux et laboratoires d’analyses biomédicales…

## Description des enseignements
Le référentiel défini les savoirs que doit acquérir un étudiant au sein de 7 blocs de compétences à partir desquels sont créées les matières d'enseignements dans chaque établissement.
- Compétences générales
  - Langue vivante étrangère : anglais (obligatoire)
  - Mathématiques
  - Physique−chimie
  - Langue vivante étrangère facultative
- Compétences professionnelles
  - BC1 : Management de la qualité
  - BC2 : Bioexpertise au service de l'organisme
  - BC3 : Pratiques opérationnelles de la qualité
  - BC4 : Relations et communications professionnelles

## Examens et validation du diplôme
Le diplôme est validé à l'issue d'épreuves nationales :
- deux écrits théoriques : 
  - Management de la qualité (E3 : coeff 5) ;
  - Bioexpertise au service de l'organisme (E4 : coeff 5) ;

- quatre épreuves locales : contrôle en cours de formation (CCF) : 
  - Langue vivante étrangère : anglais (obligatoire) (E1 : coeff 2) ;
  - Mathématiques (E21 : coeff 2) ;
  - Physique−chimie (E22 : coeff 2) ;
  - Pratiques opérationnelles de la qualité (E5) constituée de trois sous-épreuves :
    - Projet coopératif (coeff 2);
    - Bioanalyses (coeff 2);
    - Bioproduction (coeff 2) ;

- trois épreuves orales
  - Soutenance de stage (E6 : coeff 5) ;
  - Langue vivante étrangère facultative (EF1 ; coeff 1) ;
  - Engagement étudiant (facultatif) (EE ; coeff 1) ;

Le rapport de stage de deuxième année est soutenu devant un jury de trois personnes (un enseignant d'économie-gestion, un enseignant de management de la qualité et un professionnel du secteur de la qualité). Chaque membre du jury évalue l'écrit du stage (rapport de 17-20 pages) et l'oral du candidat (20 min) ainsi que sa capacité à maîtriser son sujet lors de l'entretien (25 min). Cette épreuve de soutenance de rapport de stage a un coefficient de 5.